# Gustave
Gustave is een mannelijke nijlkrokodil uit Burundi, die berucht is omdat hij volgens diverse legendes een menseneter is. Er wordt beweerd dat hij 300 mensen heeft opgegeten aan de oevers van de Rusizi en de noordelijke oever van het Tanganyikameer. Hoewel er vrijwel geen bewijzen zijn voor dat aantal, heeft Gustave een bijna mythische status en wordt hij gevreesd door de mensen uit de regio. De oudste meldingen van aanvallen op mensen dateren uit 1987.
Gustave kreeg zijn naam van Patrice Faye, een herpetoloog die hem sinds eind jaren negentig bestudeert en onderzoekt. Sinds 2015 is de krokodil niet meer gezien. 
Gustave heeft drie littekens van kogels op zijn lichaam. 